# ズハイル・フェダル
ズハイル・フェダル（Zouhair Feddal 、1989年12月23日 - ）は、モロッコ・テトゥアン出身のサッカー選手。モロッコ代表。レアル・バリャドリード所属。ポジションはDF。

## クラブ経歴
モロッコのテトゥアンで生まれ、6歳の時にスペインに移住。 
ASモナコのアカデミーを経て、2008年夏に5部所属のUEビラフイガでシニアデビュー。その後は国内下位リーグのクラブを転々とし、2012年に母国モロッコのFUSラバトに移籍。
2013年8月、イタリアのパルマFCに移籍。
2015年8月8日、レバンテUDに移籍。
2016年7月16日、デポルティーボ・アラベスに3年契約で移籍。
2017年7月24日、レアル・ベティスに4年契約で移籍。
2020年8月18日、スポルティング・クルーベ・デ・ポルトゥガルと2年契約（延長オプション付き）を結んだ。
2022年8月24日、レアル・バリャドリードに1年契約で移籍。

## 代表経歴
2012年夏、U-23代表の一員としてロンドン五輪に参加。
2012年11月14日、親善試合のトーゴ戦でA代表初キャップ。

## 所属クラブ
- UEビラフイガ 2008-2009
- テッラーサFC 2009-2010
- CDテルエル 2010
- CDサン・ロケ・デ・レペ 2010-2011
- エスパニョールB 2011-2012
- FUSラバト 2012-2013
- パルマFC 2013-2015

→ SSローブル・シエーナ 2013-2014 (loan)
→ USチッタ・ディ・パレルモ 2014-2015 (loan)
- レバンテUD 2015-2016
- デポルティーボ・アラベス 2016-2017
- レアル・ベティス 2017-2020
- スポルティング・クルーベ・デ・ポルトゥガル 2020-2022
- レアル・バリャドリード 2022-

## タイトル
スポルティング・クルーベ・デ・ポルトゥガル
- プリメイラ・リーガ：1回 (2020-21)
- タッサ・ダ・リーガ：2回 (2020-21, 2021-22)